# Telec, Neamț
Telec (în maghiară Gyergyózsedánpatak) este un sat în comuna Bicazu Ardelean din județul Neamț, Transilvania, România.